# Li Ling
Li Ling (čínsky pchin-jinem Lǐ Líng, znaky 李玲; * 7. února 1985) je čínská atletka ve vrhu koulí. Její osobní nejlepší hod je 19,95 metrů ve Wiesbadenu.
Na letních olympijských hrách 2012 v Londýně skončila na pátém místě, ale po diskvalifikaci Nadzeje Astapčukové a Jevgenije Kolodkové získala bronzovou medaili.